# Jehuda Mozes
Jehuda Mozes (hebrejsky: יהודה מוזס) byl izraelský podnikatel a mediální magnát, který významně ovlivnil podobu deníku Jedi'ot achronot.
Narodil se roku 1886 ve městě Kališ v tehdejší Ruské říši (dnes Polsko). Stal se podnikatelem v textilním průmyslu. Roku 1923 přesídlil do tehdejší mandátní Palestiny, kde pokračoval v podnikatelských aktivitách.
Roku 1939 byl založen nezávislý deník Jedi'ot achronot. Za vznikem listu stál investor Nachum Komarov, který se inspiroval deníkem London Evening Standard. Během krátké doby se ovšem noviny dostaly do finančních potíží a v tuto chvíli je odkoupil bohatý obchodník a vzdělanec Jehuda Mozes. Ve 40. letech 20. století byl Jedi'ot achronot spolu s listem Haaretz jediným masovým židovským periodikem v mandátní Palestině, jež nebylo napojeno na některou z politických stran.
V roce 1948 došlo v redakci Jedi'ot achronot k rozkolu. Šéfredaktor Azri'el Carlebach odešel s desítkami dalších novinářů a založil nový večerník Ma'ariv. V následujících letech dokázal Jehuda Mozes ve spolupráci se svým příbuzným Dovem Judkovskim překonat obtíže spojené s rozkladem redakce a uhájit existenci listu. Ještě v 50. letech 20. století Ma'ariv jednoznačně dominoval izraelskému mediálnímu trhu, zatímco Jedi'ot achronot měl daleko menší náklad a byl považován za neseriózní. To se ale postupně začalo měnit. Jedi'ot achronot byl například prvním deníkem v Izraeli, který začal otiskovat pravidelnou sportovní přílohu a nedělní rozšířené sportovní zpravodajství, čímž přispěl k zániku specializovaného sportovního listu Chadašot sport. Vedení listu také vsadilo na rostoucí deziluzi čtenářů vůči stranickému tisku a profilovalo Jedi'ot achronot jako důsledně nestranické periodikum. Během 60. let 20. století se tak náklad Jedi'ot achronot začal přibližovat Ma'arivu a v 70. letech se Jedi'ot achronot stal nejčtenějším listem v zemi.
Jehuda Mozes zemřel 14. října 1956. Jeho rodina nadále vlastní deník Jedi'ot achronot.